# Żytniów
Żytniów ist eine Ortschaft mit einem Schulzenamt der Landgemeinde Rudniki im Powiat Oleski der Woiwodschaft Oppeln in Polen.

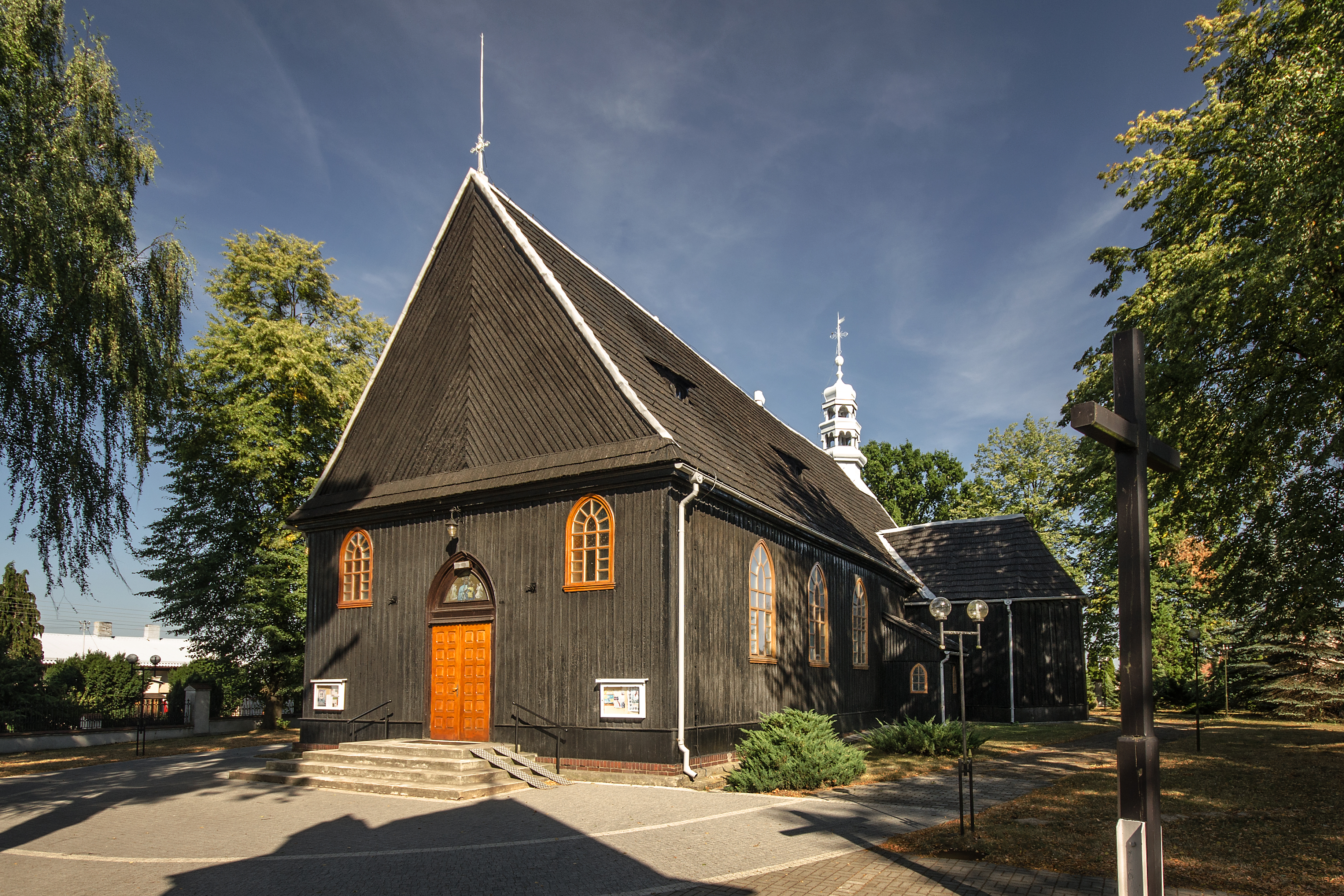
Holzkirche

## Geschichte
Der Ort wurde im Jahr 1312 erstmals urkundlich erwähnt, als die Kirche errichtet wurde.
Politisch gehörte der Ort zum Weluner Land, ab dem frühen 15. Jahrhundert in der Woiwodschaft Sieradz im Königreich Polen (ab 1569 in der Adelsrepublik Polen-Litauen). Nach der zweiten Teilung Polens von 1793 gehörte das Dorf bis 1807 zu Südpreußen. 1807 kam es ins Herzogtum Warschau und 1815 ins neu entstandene russisch beherrschte Kongresspolen.
Nach dem Ende des Ersten Weltkriegs kam Żytniów zu Polen, Woiwodschaft Łódź. Beim Überfall auf Polen 1939 wurde das Gebiet von den Deutschen besetzt und dem Landkreis Welun im Reichsgau Wartheland zugeordnet.
Von 1975 bis 1998 gehörte Żytniów zur Woiwodschaft Częstochowa.